# Carrefour (enseigne)
Cet article concerne Carrefour en tant qu'enseigne. Pour le groupe et maison-mère, voir groupe Carrefour. Pour les autres significations, voir Carrefour (homonymie).
Carrefour est initialement une enseigne d'hypermarchés créée en 1963 à Annecy en France, faisant partie du groupe Carrefour créé en 1959.
Le premier magasin du groupe, ouvert en 1959, est sous le format de supermarché.
Au gré des rachats d’autres chaînes de magasins concurrentes, cette enseigne est déclinée à partir des années 2000, en plusieurs variantes, pour les magasins de plus petite contenance. Ainsi, les hypermarchés portent la dénomination Carrefour, alors que les supermarchés sont dénommés Carrefour Market, et les magasins de proximité Carrefour Contact (petits supermarchés ruraux ou péri-urbains avec un assortiment complet), Carrefour City (petits supermarchés ou supérettes en milieu urbain disposant d'un assortiment recentré sur l'alimentaire et le prêt à manger) et Carrefour Express (supérettes).
Les hypermarchés Carrefour en France représentent 51 % du chiffre d'affaires total en France et 26 % du chiffre d'affaires du groupe Carrefour en 2016.
Le nom de la marque, déposée en 1959, vient de la contraction des noms de deux des financeurs du projet initial : Carret et Fournier.
En 2024, le groupe compte 14 000 magasins dans 40 pays.

## Historique

### Origine du nom
Le nom de « Carrefour » vient de la contraction des noms de l'un des financeurs du projet initial, nommé Carret, et de l'homme d'affaires Fournier (voir ci-dessous), avant même la construction du premier supermarché au rez-de-chaussée de l'immeuble « Le Parmelan », à Annecy,.

### De Carrefour Supermarché à Carrefour

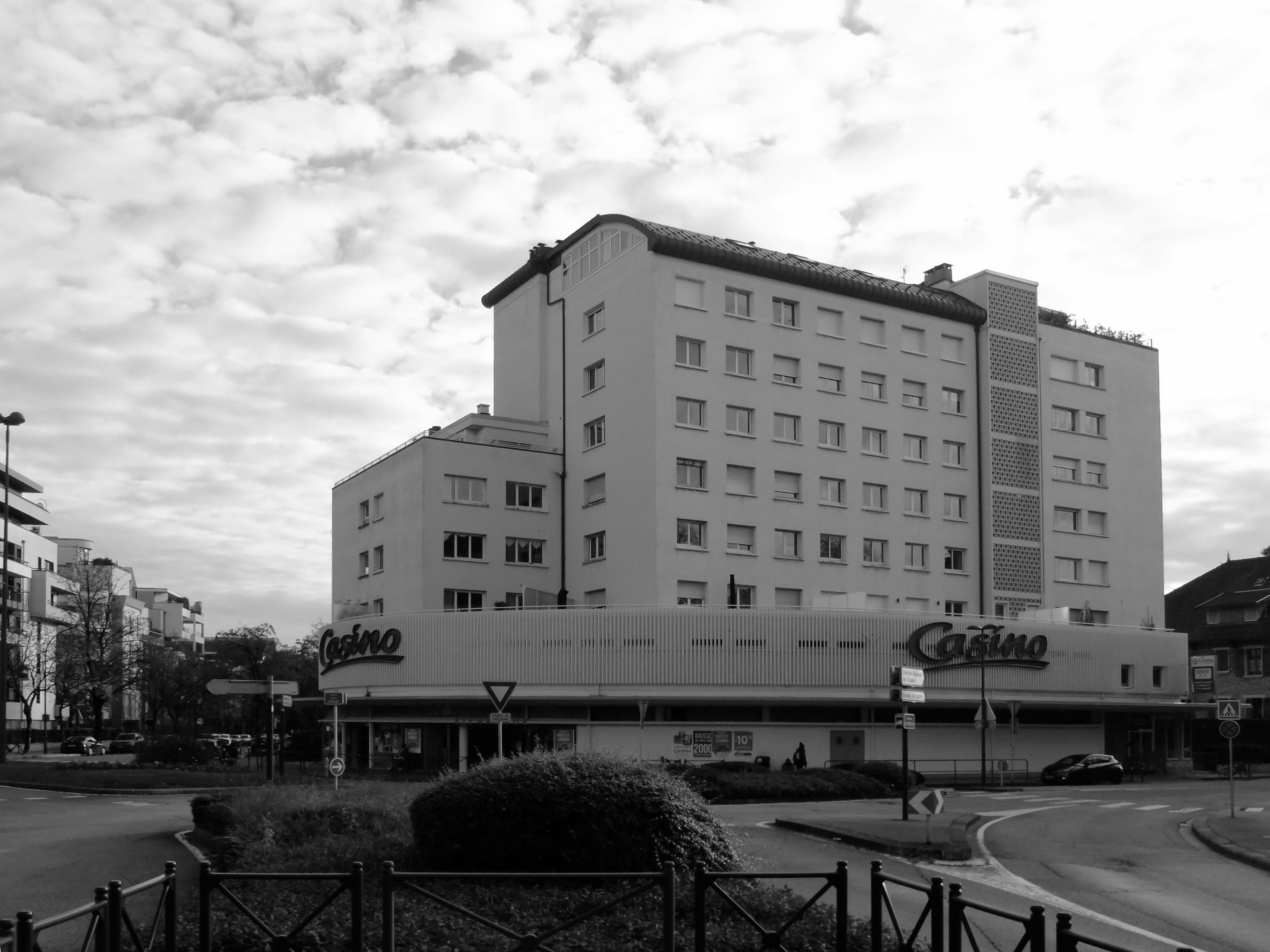
Emplacement historique du 1er supermarché Carrefour à Annecy, devenu par la suite Casino puis Intermarché EXPRESS en 2024.

Le 11 juillet 1959, Marcel Fournier, propriétaire d'un grand magasin de vêtements à Annecy, crée la société Carrefour Supermarchés après sa rencontre avec les frères Denis et Jacques Defforey, des grossistes de l'Ain.
Le 3 juin 1960 voit l’ouverture d'un supermarché de 800 m2 à l'intersection de l'avenue du Parmelan et de la rue André-Theuriet à Annecy, et affiche alors le nom de Carrefour,.
Le premier hypermarché est ouvert en 1963 à Sainte-Geneviève-des-Bois en Essonne. En 1975, Étienne Thuil, directeur du marketing chez Carrefour, lance la gamme des « produits libres », sans marque autre que Carrefour et abaisse ainsi de 30 % le prix à la caisse. Cette innovation fut par la suite largement imitée par les autres enseignes.
En 1999 a lieu un rapprochement entre Carrefour et Promodès (magasins Continent, Champion, Shopi), forme alors le premier groupe européen de distribution et le deuxième groupe mondial. Continent comptait avant la fusion avec Carrefour près de 250 magasins à travers le monde, dont 87 en France métropolitaine,.

### Stratégie omnicanal
La marque Carrefour Market a été retenue en 2007 pour remplacer les supermarchés Champion en France, en Italie et en Belgique. En octobre 2007 le groupe Carrefour teste ainsi son nouveau concept de supermarché Carrefour Market dans six supermarchés de Bretagne. Avec des résultats supérieurs aux attentes, le groupe décide alors de développer l'enseigne sur l'ensemble du territoire en rebaptisant l'ensemble des supermarchés Champion et GB : c'est la fin de ces deux marques. La transformation des magasins se fait à un rythme effréné sous l'impulsion de Gérard Lavinay (Directeur exécutif), au début des années 2010. De septembre 2008 à octobre 2009 en France et 2010 en Belgique, le parc des supermarchés Champion, GS et GB (France, Italie et Belgique) change d'enseigne pour celle de Carrefour Market. Certains hypermarchés Champion (Hyper Champion) passent directement sous la bannière Carrefour sauf dans certains cas (présence d'un « Hyper Carrefour » à proximité, par exemple). En 2007, il est annoncé que tous les magasins Champion (dans tous les pays) vont passer sous l'enseigne Carrefour. L'opération se déroule en deux phases :
- remplacement progressif des produits Champion par les produits Carrefour (effectué depuis septembre 2008) ;
- changement d'enseigne, réaménagement des magasins et changement de signalétique, à raison de 20 magasins par semaine de septembre 2008 à décembre 2009.

En parallèle, la marque Carrefour Express est créée en 2007 pour remplacer un peu partout dans le monde les magasins Champion, Shopi, Norte, Ahold, Alpha Retailindo, Globi, Gima ayant une petite surface de vente. Le groupe a ainsi décidé de transformer, dans les pays où il est implanté, toutes ses enseignes sous une enseigne unique, Carrefour. En France, cette enseigne a pour but de remplacer les supérettes de quartier qui ne peuvent ni s'appeler Carrefour city, ni Carrefour contact en raison de leur surface et du nombre de clients.
L'enseigne de proximité rurale et périurbaine Carrefour Contact (assortiment large couvrant tous les besoins) voit le jour en novembre 2008 avec deux premiers magasins à Antrain et Verson, un magasin a ouvert en 2010 à Routot. Les trois font environ 900 m2[réf. non conforme]. Ces enseignes existaient auparavant sous l'enseigne Shopi.
L'enseigne de proximité urbaine Carrefour City (assortiment alimentaire recentré sur le dépannage et le "prêt à manger") voit le jour en janvier 2009 avec trois premiers magasins à Paris, Nîmes et Avignon.
Le groupe Carrefour a décidé de transformer 50 à 60 magasins de l'enseigne Shopi d'ici la fin 2009 pour les passer en Carrefour City ou Carrefour Contact. Gérard Dorey, dirigeant de Carrefour proximité, annonce un doublement du réseau Carrefour City pour l'année 2011. Au 31 décembre 2010, il existe 205 Carrefour City, 206 Carrefour Contact, 7 Carrefour Montagne, 1 Carrefour Express et Carrefour City Café testé à Bordeaux depuis le 16 décembre. L'enseigne ouvre son 500e point de vente le 8 janvier 2014.
En 2010 en Belgique, 16 magasins sont revendus au Groupe Mestdagh en adoptant l'enseigne « Carrefour Market - Groupe Mestdagh ».
En 2014, l'Autorité de la concurrence autorise le rachat par Carrefour de 800 magasins Dia en France dans une optique d'« expansion multiformat ».

### Histoire récente
En avril 2017, Carrefour lance le premier compte courant proposé dans les rayons de ses magasins en France et sur le site internet Rueducommerce.com, intitulé C-zam. Associé à une carte bancaire et une application mobile, le modèle de C-zam s'apparente à celui de Compte-Nickel, créé en 2012.
Dans la nuit du 23 au 24 septembre 2018, Casino affirme avoir été sollicité par Carrefour en vue d'une tentative de rapprochement et avoir réuni son conseil d'administration pour en discuter. Quelques heures plus tard Carrefour dément cette information.
En mars 2019, les syndicats de Carrefour annoncent la volonté de l'enseigne de supprimer plus de 1 200 postes en France dans les secteurs non-alimentaires. Multimédia, service paie, encadrement, bijouterie, station-service ou encore administratif sont les secteurs touchés par cette réorganisation liée à un manque de rentabilité. Les salariés affectés se voient proposer un accord de rupture conventionnelle collective (RCC), procédé qui n'oblige pas à l'entreprise à justifier les départs par des soucis économiques. Le nombre de départs volontaires pourrait être porté à 3 000, selon un chiffre plafond estimé par l'entreprise,.
En juin 2019, le premier restaurant Carrefour, baptisé « Bon Appétit », ouvre à Paris. L'établissement de 63 m2 basé rue Rambuteau, dans le 1er arrondissement, dispose de vingt places assises en salle et de quinze places en terrasse. Ce premier restaurant est, selon la direction, « un test » avant d'ouvrir d'autres établissements similaires. Carrefour souhaite ainsi se diversifier et élargir ses sources de revenu.
Début juillet 2019, Carrefour annonce vendre pour presque neuf cents millions d'euros d'entrepôts à la foncière Argan. Cette vente répond à la volonté de Carrefour de se rationaliser face à la concurrence des commerces en ligne.
En mars 2020 ouvre son premier shop in shop, un lieu destiné au commerce des produits d’occasion.
En décembre 2020, Carrefour annonce son intention de recruter 15 000 personnes en 2021. 8 000 concerneront des contrats en alternance qui viendront remplacer les intérimaires et les habituels contrats courts destinés aux emplois saisonniers. 7 000 seront des CDI, souvent à temps partiel. Ces créations de postes viseront en priorité les jeunes et les étudiants de moins de 26 ans issus de quartiers difficiles.
En janvier 2021, la société de distribution québécoise Couche-Tard indique dans un communiqué, publié en parallèle avec celui de Carrefour, qu'elle a sollicité le géant français de la distribution pour un rapprochement. Cette offre est présentée comme amicale et selon les sociétés, il s'agit encore de discussions préliminaires. L'offre de rachat s'élève à vingt milliards d'euros, et suscite d'ores et déjà un certain émoi chez les autorités françaises et le ministère de l'Économie, qui voient en Carrefour un facteur d'indépendance alimentaire intérieure efficace comme cela a notamment été le cas lors de la pandémie de Covid-19 en 2020, et annoncent vouloir bloquer l'opération,,. Le véto gouvernemental est confirmé le 16 janvier et conduit à l'interruption des négociations entre les deux sociétés. Toute discussion n'est cependant pas définitivement terminée, Carrefour et Couche-Tard ayant annoncé dans la foulée leur volonté de continuer à rechercher malgré tout des partenariats opérationnels.
En janvier 2022, Le Figaro révèle que la banque Lazard cherche à obtenir le rapprochement de Carrefour et Auchan. Le nom de code de l'opération associant les deux grands distributeurs est « Merlot ». L'idée serait de faire de « Merlot », l'un des plus grands distributeurs mondiaux avec une présence dans dix-sept pays et une puissance énorme en France avec 29 % de parts de marché.
En juillet 2022, l'entreprise est condamnée à verser 18 millions d'euros à la CGT, pour n'avoir pas respecté une décision de justice suspendant un projet de réorganisation du travail potentiellement néfaste à la santé de certains salariés. Le 2 septembre, la direction annonce avoir fait appel de cette décision auprès du tribunal d'Évry.
En avril 2024, la société GS spa, filiale logistique de Carrefour Italie, est accusée de fraude fiscale entre 2018 et 2022. Elle aurait émis « de faux documents pour un montant total supérieur à 362 millions d'euros ». La justice milanaise a ordonné une mise sous séquestre préventive d'un montant de 64 millions d'euros.

## Implantation
En 2024, le groupe compte 14 000 magasins dans 40 pays.

### Hypermarché
En 2024, l’enseigne compte 1 207 magasins dans le monde. Les magasins sont d'une surface moyenne de 8 500 m2, et référençant de 20 000 à 80 000 produits.
- 248 en France ;
- 439 dans le reste de l'Europe (168 en Espagne, 86 en Pologne, 69 en Italie, 57 en Belgique) ;
- 316 en Amérique du Sud (162 au Brésil, et 67 en Argentine) ;
- 374 en Asie (134 en Chine continentale, 83 à Taïwan, 43 en Indonésie) ;
- 58 au Maroc
- 32 dans le reste du monde.

Sur ce total, 1 213 sont détenus en propre par le groupe, le reste étant franchisé, essentiellement en France et en Belgique, à des groupes tels que Provencia ou Guyenne et Gascogne.
Les hypermarchés Carrefour sont appelés Carrefour Planet de 2010 à 2012. Cette nouvelle génération d'hypermarchés était organisée en 8 pôles clés (marché, bio, surgelés, beauté, mode, bébé, maison, loisirs-multimédia) et proposait des services inédits comme un service de garderie pour les enfants ou un service coiffure. Fin 2011, les résultats sur les premiers magasins étant positifs, 89 magasins à marque Carrefour devaient être remplacés par des Carrefour Planet en Europe dont 37 en France, 37 en Espagne, 1 en Grèce, pour un budget d'investissement d'1,5 milliard d'euros. Le projet de déploiement est suspendu lors de l'annonce des résultats de l'année 2011 en mars 2012. La transformation des magasins est bien trop coûteuse (369 millions d'euros en 2011) et ne permet pas d'enrayer la baisse continue du chiffre d'affaires (−1,4 % contre −5,4 % pour les magasins non convertis). En tout, 92 hypermarchés ont été restructurés sur les 245 prévus par le groupe. Le déploiement des magasins Carrefour Planet est donc stoppé, les hypermarchés déjà Planet conservent leurs aménagements mais reprennent l'enseigne Carrefour. Le concept est abandonné au début de l’année 2012, aura été le dernier à subir cette transformation en mars 2012.

### Supermarché (Carrefour Market)

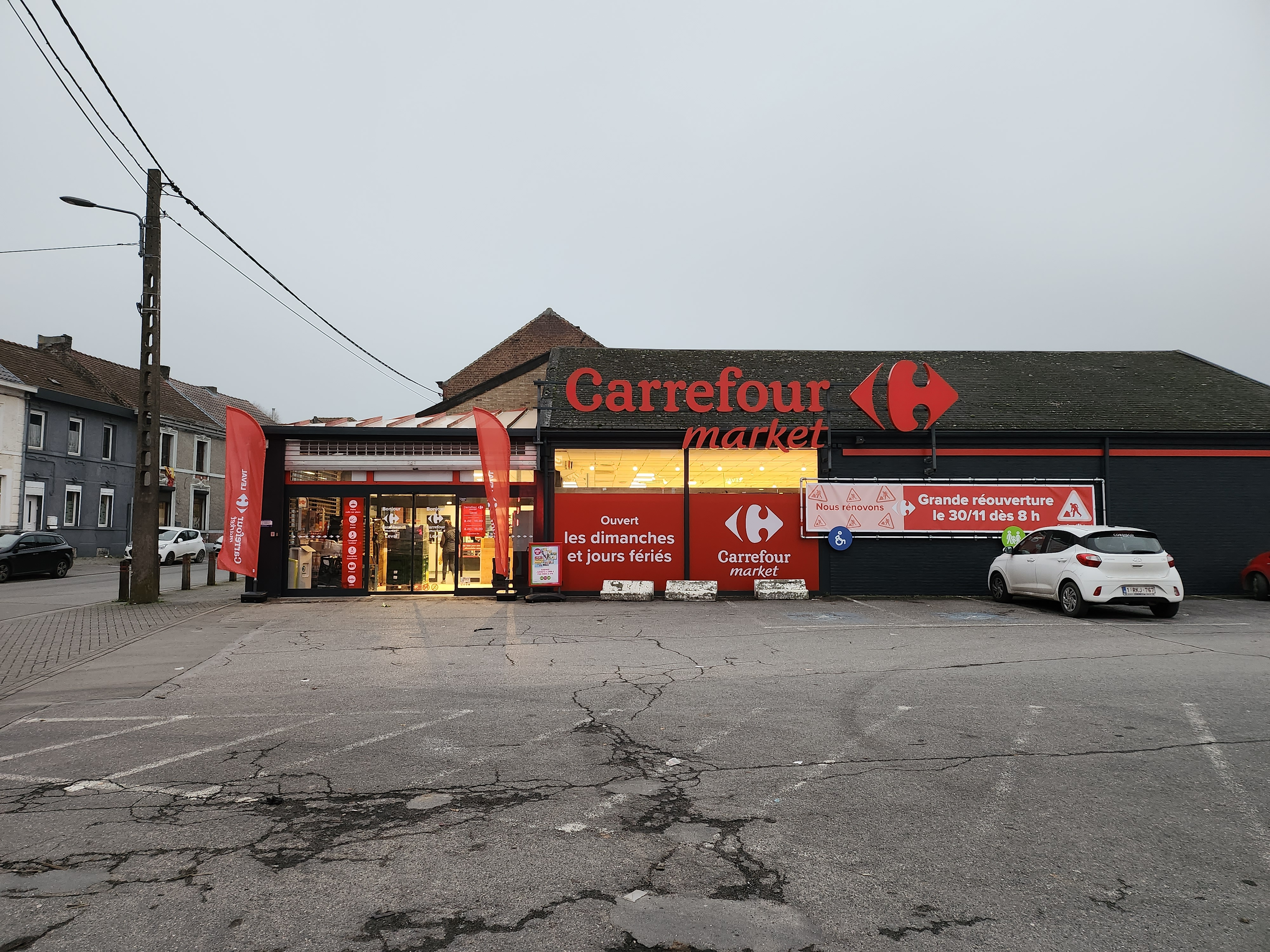
Un Carrefour Market à Leval-Trahegnies, en Belgique.

En 2024, l’enseigne compte 3 412 magasins dans le monde.
- En fin mars 2014, il y a 426 supermarchés Carrefour Market en Belgique[50].
- En Italie, le premier supermarché Carrefour Market a ouvert en novembre 2008[51].
- En Égypte, le groupe a implanté 5 magasins sous l'enseigne Market[52].
- À Taïwan, le groupe annonce avoir ouvert un magasin à enseigne Market au mois de juillet 2009.
- En Tunisie, les premiers supermarchés Champion ont été transformés en Carrefour Market à la fin du mois d'octobre 2009[53].
- En Malaisie, le groupe annonce avoir ouvert un magasin à enseigne Market au mois de novembre 2009[54].
- En Espagne, les premiers supermarchés Carrefour Express ont été transformés en Carrefour Market en mai 2010 et tous les supermarchés seront transformés en 2011[55].
- En Turquie, à la suite du rachat de plusieurs supermarchés en 2010[56].
- Au Maroc, à compter du 28 juillet 2011, tous les supermarchés Label'Vie sont devenus des Carrefour Market[57].
- Au Sénégal, 3 magasins sont ouverts en 2024, le 1er ayant ouvert en 2019 avec le groupe CFAO[58].
- En Israël, Carrefour annonce l'ouverture de ses 50 premiers magasins pour la semaine du 8 mai 2023. Les magasins ouvriront sous trois enseignes, Carrefour Hyper, Carrefour Market et Carrefour City[59].

### Carrefour Express
Les surfaces de vente des Carrefour Express sont situés entre 60 m2 et 300 m2.
Carrefour Express compte en décembre 2015 442 unités en France.
Au 31 décembre 2005, il existe 73 magasins en Belgique. À peine 2 ans plus tard, il existe 164 Express, ainsi en 2 ans le parc de magasins a plus que doublé. 10 ans plus tard, le réseau de Carrefour Express comprend plus de 260 magasins.
En Espagne, en février 2001 s'ouvre le centième magasin. Les premiers supermarchés Carrefour Express ont été transformés en Carrefour Market en mai 2010 et tous les supermarchés seront transformés en 2011. Parallèlement, les magasins de proximité Carrefour City espagnols sont progressivement renommés en Carrefour Express, avec un logo entièrement vert.
En Italie, les magasins Dí per Dí ont été transformés en Carrefour Express.
Actuellement au Brésil il existe, au 31 décembre 2008, 8 magasins de proximité dont 5 dans des stations services.
En Argentine, le remplacement des magasins Supermercados Norte (es) est en cours.
En Roumanie, les magasins Artima ont été transformés en Carrefour Express.
En Turquie, les magasins Ahold ont été transformés en Carrefour Express.
En Pologne, les magasins Ahold ont été transformés en Carrefour Express.
En Indonésie, actuellement 13 magasins existent, c'était auparavant des Alpha Retailindo.
En Andorre actuellement 1 magasin à Santa Coloma et plusieurs boutiques de stations essence.

### Carrefour City
Avec la transformation des anciens magasins Dia sous le label Carrefour, le nombre de points de vente Carrefour City en France augmente fortement au point d'atteindre 611 commerces à la fin de l'année 2015.
L'enseigne Carrefour City est également présente en Espagne, 11 magasins existent actuellement uniquement à Madrid.
Le groupe Carrefour lança à la fin de 2010 un tout nouveau concept en France, inspiré de Carrefour City : il s'agissait d'une épicerie où les clients pouvaient immédiatement consommer leurs produits. Les magasins avaient en moyenne une superficie de 150 mètres carrés. D'un côté du magasin se trouvait une supérette classique avec plus de 600 produits alimentaires (des sandwichs, grignotines, boissons…) et de l'autre, les clients pouvaient s'asseoir et manger les aliments qu'ils venaient d'acheter dans le magasin, tout en utilisant une connexion Wi-Fi, qui était disponible sur place. Le premier magasin Carrefour City Café a été ouvert à Bordeaux en décembre 2010. Le 28 avril 2011, le deuxième avait ouvert ses portes à Paris dans le Ve arrondissement,. Un troisième point de vente avait été également implanté rue des Entrepreneurs à Paris le 7 octobre 2011. Finalement, le point de vente à Bordeaux ferma en janvier 2012.

### Carrefour Contact
L'enseigne compte en décembre 2015 546 unités en France. C'est une enseigne française de magasins de moyenne surface alimentaires de proximité. Cette enseigne n'existe qu'en France.

### Carrefour Montagne
Cette enseigne a été créée afin de contrer la concurrence des magasins Sherpa du groupe Casino en 2010. À compter du 2 mars 2022, il existe 29 magasins sous cette enseigne.

## «Marque de distributeur»
Le groupe Carrefour commercialise depuis 1976 de nombreux produits dits « MDD » dans l'ensemble de ses enseignes (hypermarchés, supermarchés et enseignes de proximité). Carrefour a été précurseur dans la commercialisation de ce type de produits avec les Produits Libres.

### Les marques de distributeur de Carrefour en France et en Belgique
Les principales marques de Carrefour en France et en Belgique sont :
- Carrefour Classic et Les Produits Carrefour ;
- Les Produits Blancs : voir plus bas ;
- Carrefour BIO  ;
- Filière Qualité Carrefour : produits du terroir pour consommer mieux et localement (origine France) ;
- Carrefour Veggie : « Une gamme de recettes originales et variées » végétariennes ou véganes ;
- Carrefour No Gluten : Gamme de produits adaptés au régime sans gluten ;
- Carrefour Bon appétit : Gamme de plus de 130 produits de snacking ;
- Reflets de France : Spécialités locales et produits traditionnels français ;
- Carrefour Sélection : « Une gamme de produits créatifs et raffinés, testés et approuvés par Gault & Millau » ;
- My Carrefour Baby : Gamme de produits Carrefour et Tex pour les nourrissons ;
- Carrefour Kids : Gamme de produits pour les enfants (fournitures scolaires, alimentation, hygiène) ;
- Esprit de Fête : Confiseries pour les fêtes de fin d’année ;
- EcoPlanet : « Des produits d’hygiène et d’entretien, soucieux de réduire leur impact sur l’environnement » ;
- Les Cosmétiques Design Paris : Gamme de produits de beauté recommandés par des experts ;
- Carrefour Soft Bio : « Les essentiels de la salle de bain, certifiés bio[77] et à prix doux » ;
- Mandine : Gamme de petit électroménager pour la cuisine et la table ;
- Poss : Gamme d’accessoires et d’appareils audio, vidéo et multimédia ;
- Hyba : Gamme de mobilier, décoration, éclairage pour le jardin ;
- Klindo : Gamme de petit électroménager pour le ménage (entretien textile, ventilation, chauffage, nettoyage) ;
- Nalk & Rey : Gamme d’appareils de soins beauté, forme et bien-être.
- Tex : Gamme de produits vestimentaires, ne portant pas directement la marque Carrefour ;
- Carrefour Halal: Gamme de produits Carrefour halal certifiés par la mosquée d’Évry-Courcouronnes ;
- Carrefour Exotique : Gamme de produits Carrefour entièrement réservée aux plats et aliments évoquant des recettes provenant d’autres contrées ;
- Carrefour Home : Gamme de produits Carrefour pour la maison (vaisselle, équipement extérieur…) ;
- Carrefour Topbike : Bicyclettes ;
- Carrefour Toplife : Équipements de sports ;
- Carrefour Light : Produits allégés (en sucres, en matières grasses) ;
- Carrefour Men : Produits destinés à une clientèle masculine (après-rasage, par exemple).

Deux marques de l’ancienne famille Carrefour Agir n’ont pas été remplacées, et leurs produits sont repassés sous marque Carrefour :
- Carrefour Agir Nutrition : Gamme de produits diététiques[78] ;
- Carrefour Agir Solidaire : Gamme de produits issus du commerce équitable.

### Marques de distributeur spécifiques au commerce de proximité
- Grand Jury : marque créée en 1995 dont les produits sont sélectionnés par un jury de consommateurs[79].

### Marques économiques
Simpl, anciennement Les Produits Blancs jusqu'en 2020,, est une gamme de produits "essentiels" qui se veulent meilleur marché que ceux proposés par les enseignes du hard-discount (indice 90 vs Lidl), tout en maintenant un certain niveau de qualité.
En tout, la gamme compte plus de "500 produits essentiels du quotidien au prix le plus bas du rayon" , leur nombre varie en fonction du format et de la taille des magasins. A noter qu'en complément des produits Simpl, s'ajoute également des produits no-name, sur certaines unités de besoin.
Depuis 2016, la gamme Simpl (ex-Produits Blancs) est également disponible dans les magasins Cora, dans le cadre d'une association Cora-Carrefour.
La gamme de produits Simpl succède aux Produits Blancs, en raison de ses mauvaises performances, mais surtout de son image jugé trop paupérisant. C'est pourquoi Simpl succède aux Produits Blancs, qui ont, eux-mêmes succédé à la gamme Carrefour Discount en juillet 2014, quand le Groupe Carrefour a décidé d’abandonner cette dernière à cause de sa mauvaise notoriété.
L’ancienne gamme Carrefour Discount avait été lancée en France au mois de mai 2009 et était disponible en France dans les enseignes Carrefour. En Belgique, la marque était disponible depuis la dernière semaine du mois d'août 2009, on la retrouvait dans les trois enseignes Carrefour du groupe : Carrefour, GB, Carrefour Express et Carrefour Market. La marque était également présente en Tunisie.

### ProduitsNo1
Carrefour proposait une autre marque de produits très approchante, appelée No 1, disponible dans les mêmes magasins, mais ces produits ne disposaient pas, selon la marque, d'une image adéquate. C’était une gamme d'environ 300 produits, créée afin de concurrencer directement les enseignes de hard-discount sur le segment de prix le plus bas possible, le terme « produit No 1 » signifiant que ces produits sont les moins chers parmi les produits proposés par l’enseigne. Ils se différenciaient du reste des marques Carrefour par l’absence du logo Carrefour. Ces produits étaient disponibles dans l’ensemble des hypermarchés et supermarchés Carrefour.

### Deux gammes «premier prix»
Les gammes Carrefour Discount et Produits No 1 se trouvaient en concurrence directe depuis 2009, à la suite de la création de la gamme Carrefour Discount. Des soucis de positionnement de prix ont eu lieu lors de l'implantation de la nouvelle gamme Carrefour Discount qui rendait Produits No 1 finalement plus chers.

## Logo
Le logotype de Carrefour cache un « C » blanc dans un carré rouge et bleu dont les pointes supérieures et inférieures ont été tronquées, créant une illusion d'optique selon le principe du motif de Kanizsa et de la ségrégation figure-fond[réf. souhaitée].

Logo de Carrefour
Logo de Carrefour Express
Logo de Carrefour City
Logo de Carrefour Contact
Logo de Carrefour Montagne

Le logo est différent pour les magasins tenus par Majid Al Futtaim, notamment en Afrique.

## Controverses
En 2016, le ministère français de l'Économie poursuit Carrefour pour « pratiques commerciales abusives ». Il reproche à l'enseigne de la grande distribution de violer des règles du Code du commerce lors des négociations annuelles avec ses fournisseurs.

### Scandale des œufs contaminés au fipronil
En 2017, dans le cadre du scandale des œufs contaminés au fipronil, le ministère de l'Agriculture publie une liste dans laquelle Carrefour apparait comme l'un des distributeurs de produits à bases d’œufs contaminés.

### Modifications abusives de l'article Wikipédia
En mai 2020, une enquête menée par des administrateurs du projet collaboratif Wikipédia lève des soupçons sur plusieurs comptes ayant modifié l'article consacré à Carrefour. Des comptes liés à des agences de communication tenteraient d'influer très favorablement sur l'image de l'entreprise.

### Condamnation pour plusieurs violations de la loi sur la protection des données
Le 18 novembre 2020, la CNIL a infligé une amende de 2 250 000 euros à Carrefour France pour plusieurs violations du règlement général sur la protection des données (RGPD), de la loi informatique et libertés ainsi que du code des postes et des communications électroniques. Cette sanction a été rendue publique le 26 novembre 2020,,,. Différentes infractions ont été constatées par la CNIL, notamment « des manquements à l'obligation d'informer les personnes, manquements relatifs aux cookies, à limiter la durée de conservation des données, à l'obligation de faciliter l'exercice des droits, et à leur respect, et, enfin, un manquement à l'obligation de traiter les données de manière loyale ».
La CNIL a souligné la « parfaite coopération » de Carrefour au cours de la procédure et note que la société a régularisé ces manquements. La CNIL précise qu’aucune donnée sensible n’était concernée et que le groupe n’en a retiré aucun avantage financier, les données conservées au-delà du délai requis n'étant pas utilisées à des fins de prospection. L'autorité justifie toutefois cette sanction par « le nombre et la gravité des manquements à certaines obligations essentielles » du RGPD.
Le même jour, la CNIL a également infligé une amende de 800 000 euros à Carrefour Banque, une autre société du groupe Carrefour, pour des faits sensiblement similaires.

### Condamnation pour pratiques restrictives de concurrence
L’enseigne Carrefour a été condamnée le 22 février 2021 par le Tribunal de commerce de Paris à cesser ses pratiques restrictives de concurrence envers ses fournisseurs et au paiement d’une amende de 1,75 million d’euros. Ce jugement intervient à la suite d’une enquête de la Direction générale de la concurrence, de la consommation et de la répression des fraudes — DGCCRF — réalisée pendant les négociations commerciales de 2016. L’enseigne est accusée d’avoir exigé de ses fournisseurs une remise complémentaire de distribution, comme préalable à l'ouverture des négociations commerciales alors que, conformément aux règles du code de commerce, les négociations commerciales ne peuvent s’engager que sur la seule base des conditions générales de vente du fournisseur.

### Mise en place de vidéosurveillance algorithmique illégale
En juillet 2023, Streetpress affirme que des magasins des enseignes Carrefour, ainsi que E. Leclerc, G20, Système U, Biocoop, Kiabi et Fnac Darty, ont déployé illégalement la solution de vidéosurveillance algorithmique de l'entreprise française Veesion, qui utilise l'intelligence artificielle pour surveiller le comportement de leur clientèle. Streetpress souligne que la loi du 19 mai 2023 relative aux jeux Olympiques et Paralympiques de 2024 n'autorise la vidéosurveillance que dans les « lieux accueillant des manifestations, leurs abords et les transports en commun », , ce qui exclut les magasins et la collecte de données biométriques précise La Quadrature du Net,. Cela ne respecte pas non plus le consentement selon la CNIL. La Quadrature du Net affirme aussi que l'État a rappelé aux professionnels du secteur l'illégalité de la vidéosurveillance algorithmique en supermarché. Le 21 juin 2024, le Conseil d'État rejette la requête de Veesion qui demandait la suspension de la demande de mise en conformité de la CNIL et la condamnation aux dépens de la CNIL à 4 000 euros, en estimant que sa solution de vidéosurveillance pour détecter le vol à l'étalage n'est pas conforme au Règlement général sur la protection des données,.

### Boycott dans le cadre du conflit israélo-palestinien
Un appel au boycott a été lancé contre Carrefour depuis décembre 2022 et les opérations menées en réaction dans la Bande de Gaza par Israël. Boycott, désinvestissement et sanctions est l'organisation à l'origine de ce mouvement de boycott. L'organisation accuse Carrefour de complicité des bombardements de civils à Gaza. L'organisation pointe entre autres l'envoi gratuit par Carrefour de produits aux soldats israéliens.

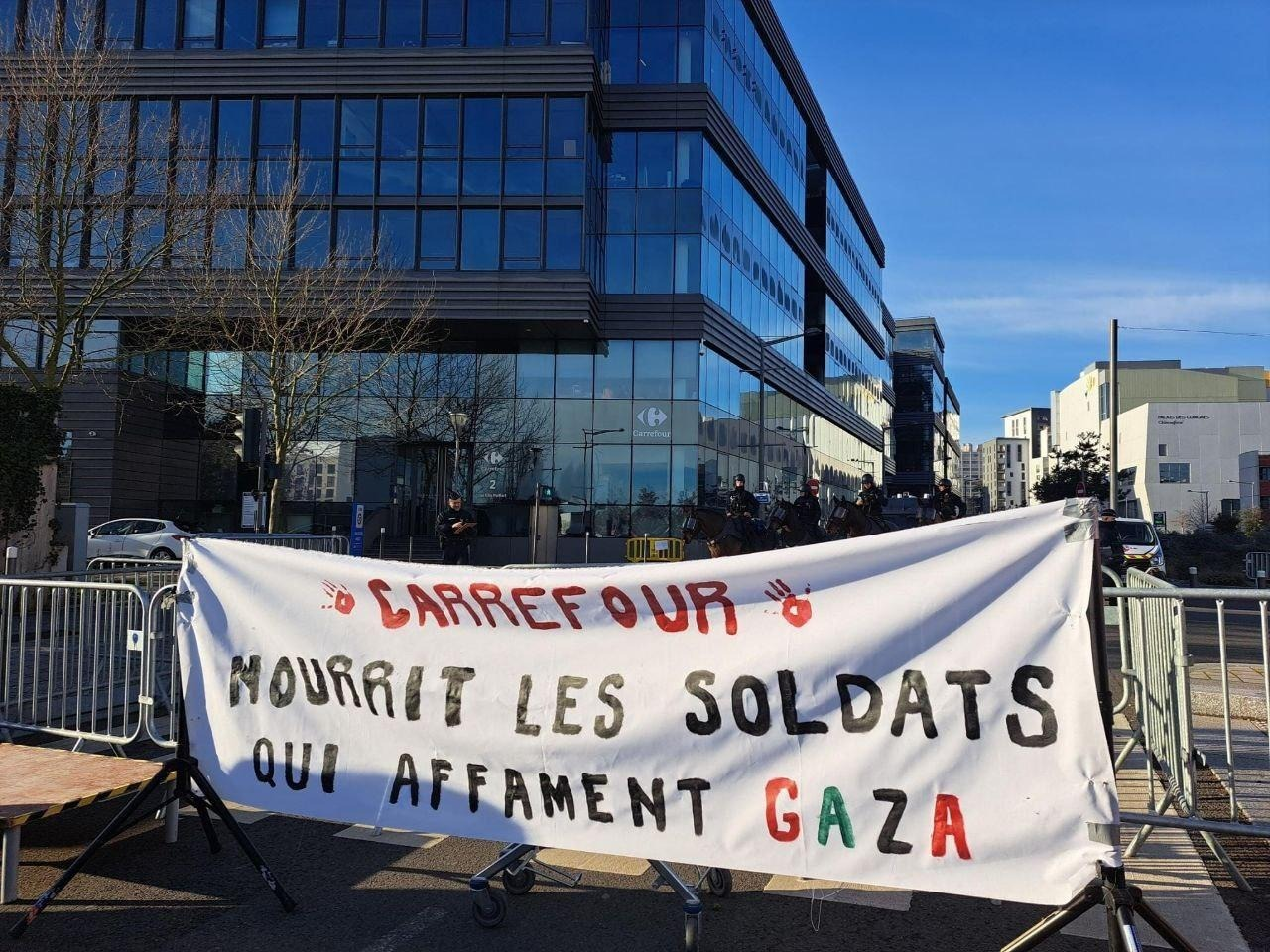
27 janvier 2024 au siège Carrefour à Massy (France)

BDS souligne aussi l'implication du groupe Carrefour dans les Colonies israéliennes, des territoires occupés illégalement, par des Israéliens. BDS mets en avant le fait que Carrefour a pu s'implanter en Israël par le biais du groupe israélien Electra Consumer Products. Ce groupe a été considéré, par l'ONU, comme étant impliqué dans la colonisation israélienne. Des manifestants se rassemblent devant plusieurs magasins Carrefour pendant la guerre à Gaza en 2024,.
Face au boycott, fin 2024, Carrefour prend la décision de retirer les produits des marques Carrefour des colonies de Cisjordanie et quitte la Jordanie à la suite de la décision de son franchisé Majid al-Futtaim de changer ses magasins d'enseigne. Des pressions sont également exercées par les manifestants pour la fermeture des magasins Carrefour au Maroc,,,. Depuis le 7 janvier 2025, ce sont les enseignes Carrefour d'Oman qui ferment, sous la pression continue du boycott mondial.

### L'affaire Carrefour Retire Ta Plainte, ou«l'affaire dite de la réquisition alimentaire»
À la suite d'une réquisition alimentaire pour une action de solidarité en période de pandémie le 30 janvier 2021 dans le Carrefour Market situé rue Nationale dans le 13e arrondissement de Paris, deux personnes se retrouvent condamnées, le 14 octobre 2021, à 38000€ de dommages et intérêts à payer au groupe Carrefour. Cette action, qui a mobilisé une cinquantaine de personnes, visait à dénoncer publiquement les inégalités d'accès aux biens de consommation pendant la pandémie du COVID 19.
Un collectif « Carrefour Retire Ta Plainte » est fondé en soutien aux deux personnes inculpées. Ce dernier a organisé de nombreuses actions de visibilisation de l'affaire dans toute la France ainsi que des actions d'occupation du siège du groupe Carrefour à Massy le 24 mars 2022 ou encore l'envahissement de l'AFEP Association Française des Entreprises Privées le 2 décembre 2022.
Le procès en appel aura lieu le 7 octobre 2024 à la cour d’appel de Paris.

## Photos de magasins dans le monde

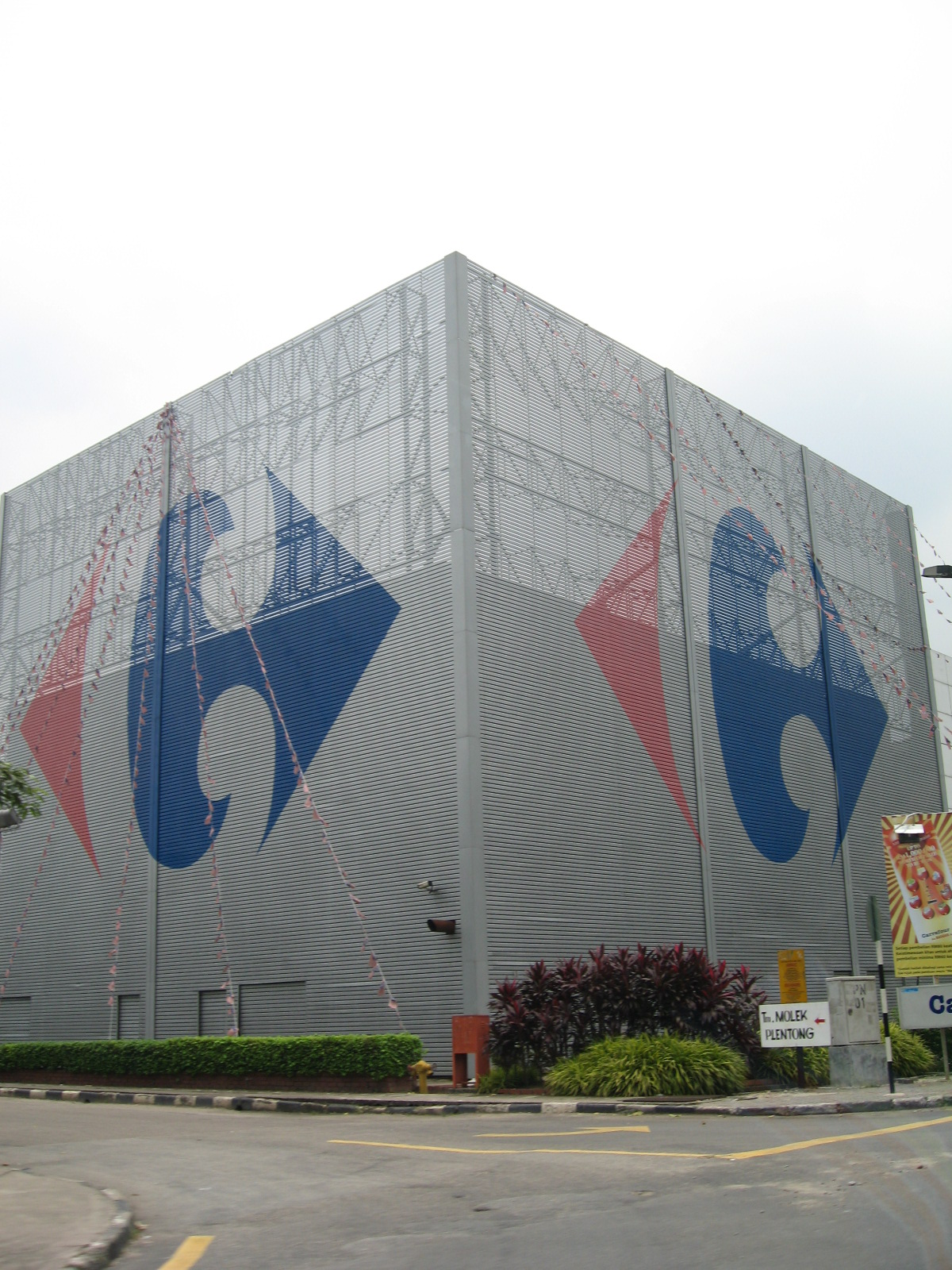
Carrefour à Johor Bahru, en Malaisie.
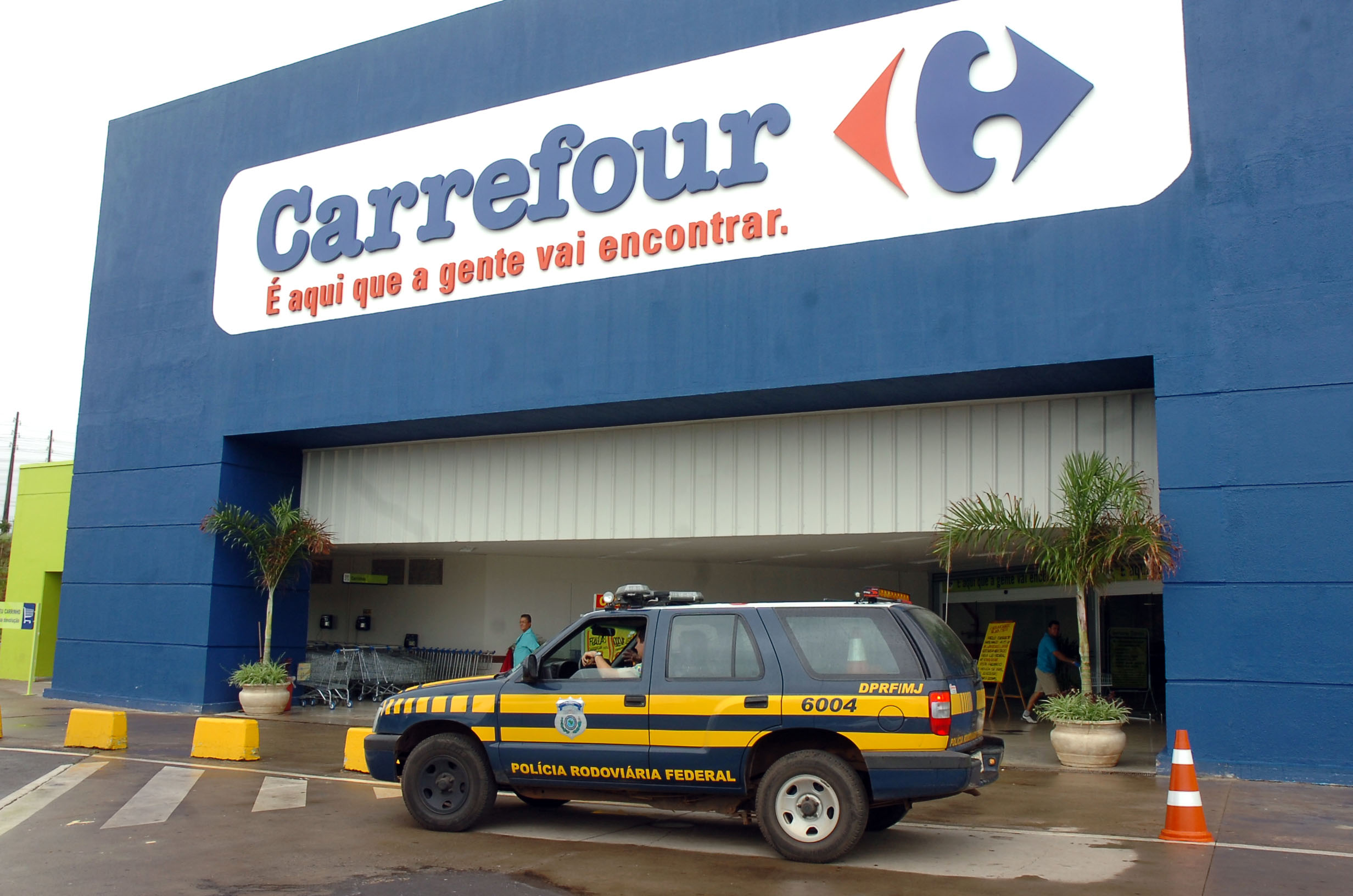
Carrefour à Brasilia, au Brésil.
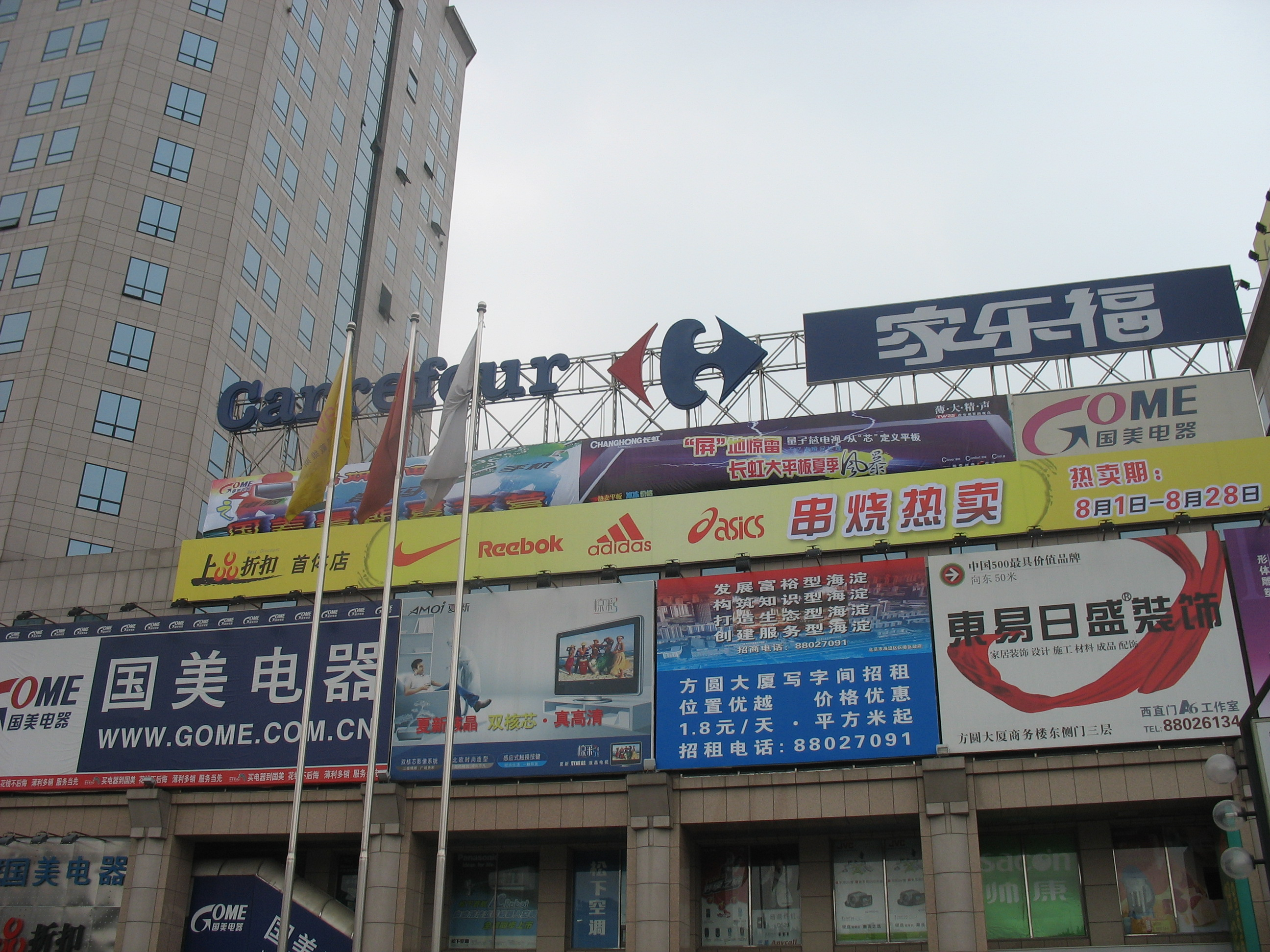
Carrefour en Chine.
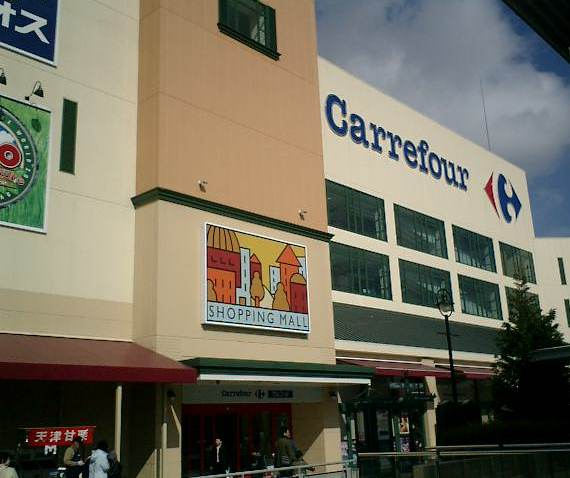
Carrefour à Minoh, au Japon.
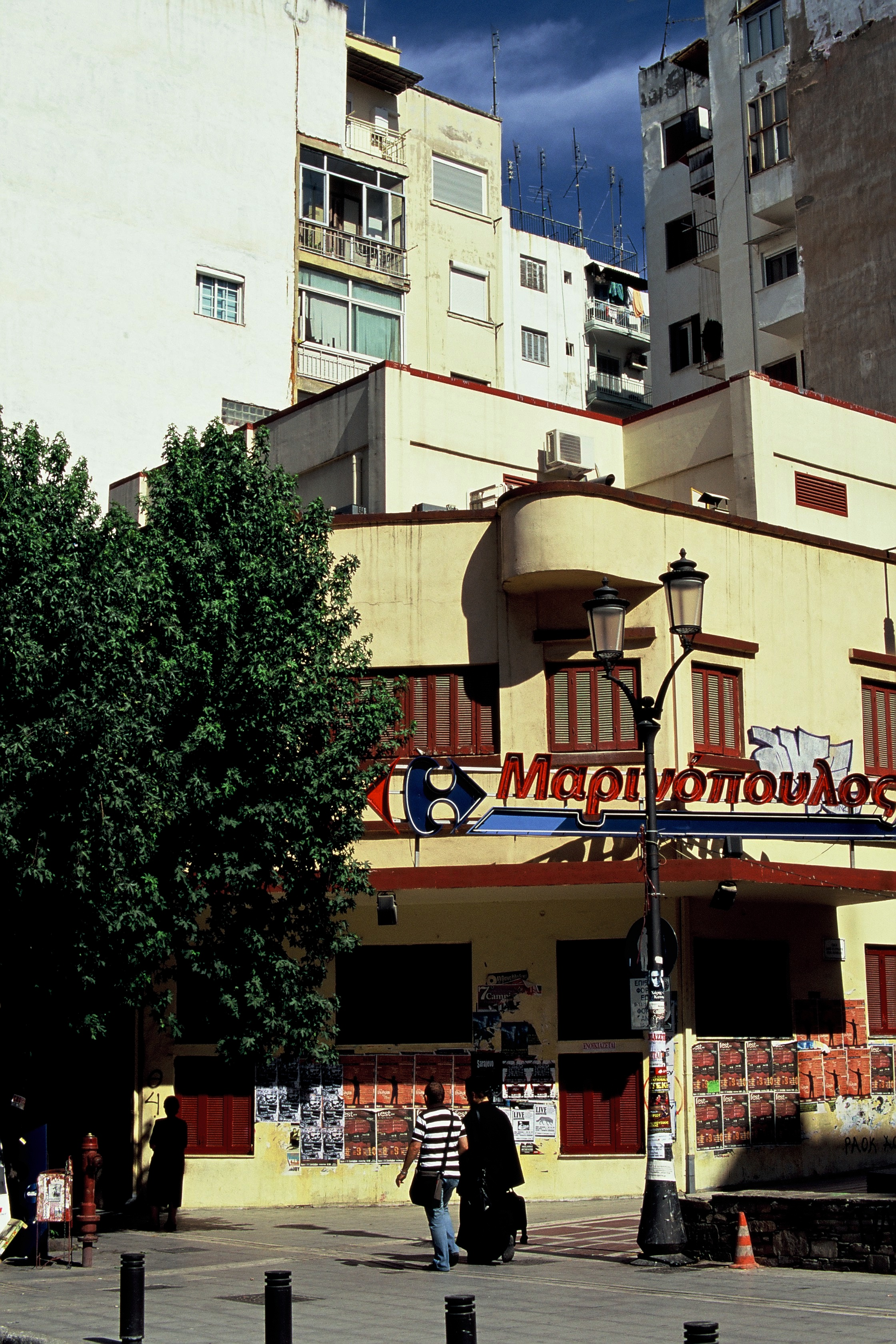
Carrefour à Thessalonique, en Grèce.
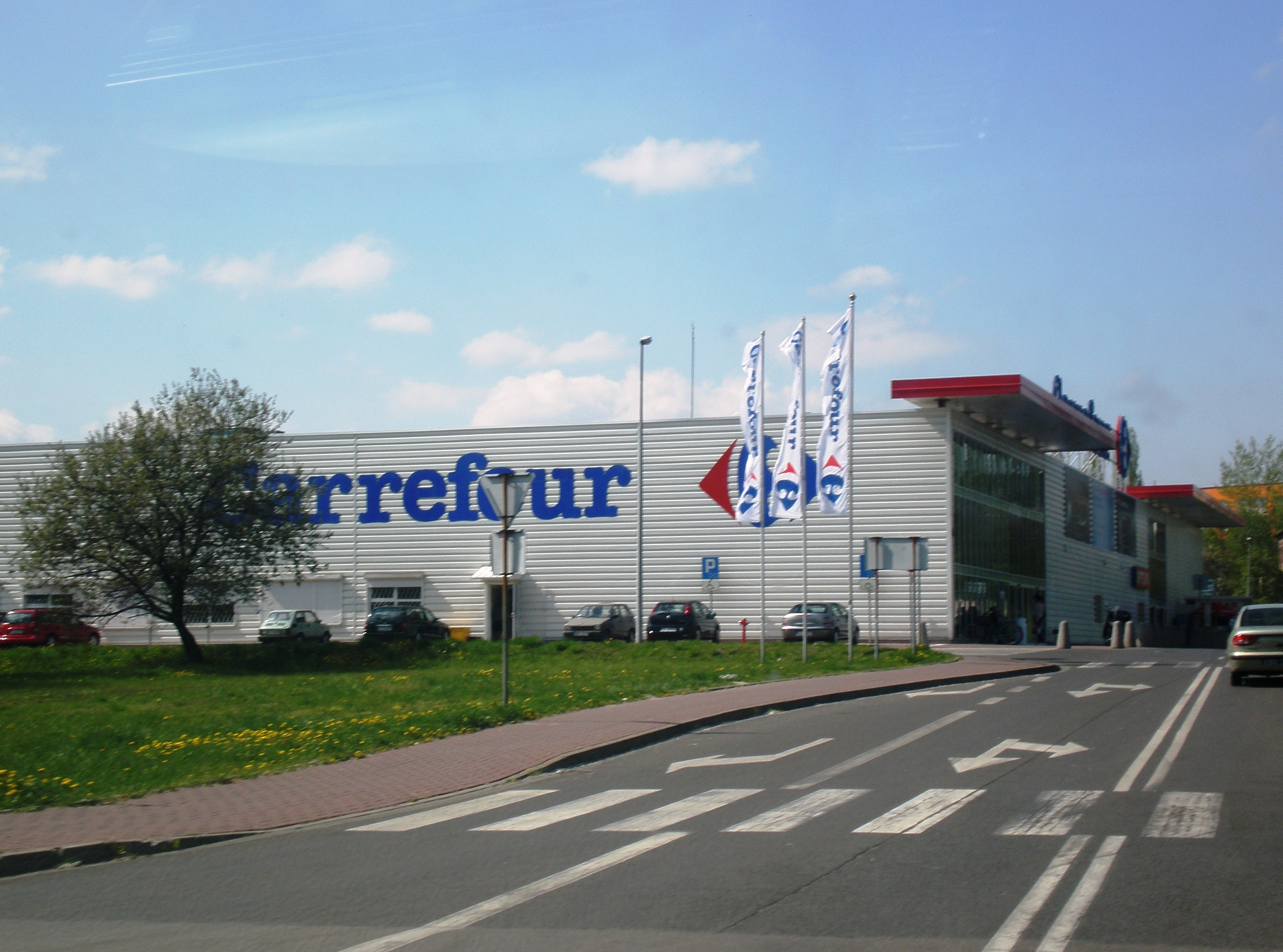
Carrefour à Jaworzno, en Pologne.